# Municipio de San Felipe del Progreso
El municipio de San Felipe del Progreso es un municipio del Estado de México, México; se localiza al noroeste, entre los 19°43′ de latitud norte, 99°57′ de longitud oeste. Limita al norte con Tlalpujahua, Estado de Michoacán, El Oro y Jocotitlán, municipios del Estado de México; al sur con Villa de Allende, Villa Victoria y Almoloya de Juárez, Municipios del Estado de México; al oriente con Ixtlahuaca y al poniente con San José del Rincón. La distancia entre San Felipe del Progreso y Toluca –la capital del estado de México– es de 56 kilómetros si se transita por la vía Ixtlahuaca, y 72 si se transita por la vía Atlacomulco. La cabecera municipal lleva el mismo nombre del municipio.
Fue declarado Pueblo con Encanto por el Gobierno del Estado de México, el día 6 de septiembre del 2021.

## Historia
Los primeros registros de población en la zona, datan del siglo VII, cuando era habitado por los mazahuas; fueron constantemente asediados por los pueblos vecinos, entre los que se encontraban los tarascos y los mexicas.
Desde el siglo VII d. C. se tienen indicios de los primeros asentamientos mazahuas (cazadores de venado o los que habían como venados), llamados así por los aztecas; los habitantes de esta región, Mazahuacan conquistados desde 1379 por Acamapichtli y Tezozómoc, fueron sojuzgados alternativamente por tarascos y mexicas.  Axayácatl en su expedición hasta Tlalchimaloyan (hoy Cd. Hidalgo, Michoacán), impuso el dominio Tenochca a partir de sus conquistas en 1474 hasta 1521.
El camino México-Morelia, antes camino de los Tarascos que va Michoacán, siguió el derrotero marcado y que obligadamente hacían los viajeros expedicionarios o conquistadores hispanos, de ida o vuelta pasaron por San Felipe México, Coyoacán, Toluca, Ixtlahuaca, Tajimaroa y Tzintzuntzan (la estancia de Tepetitlán, los pueblos de San Felipe y San Lucas y la estancia de Francisco de Hoyos, fueron los puntos comarcanos de nuestra región). Así los españoles, Villadiego en 1522, Parrilla en 1522, Francisco de Montaño con el rey Caltzontzin, de ida y vuelta (es improbable que siguieran otro derrotero geográfico) Cristóbal de Olid. En 1529 el Oidor Nuño de Guzmán y en 1534 el propio Hernán Cortes. Mercedes de tierras, Caballerías, estancias, ventas, heridos de molino y obrajes fueron otorgados a los españoles por sus servicios prestados a la corona.
Sin embargo, debemos señalar de esta época, que en 1552 con la finalidad de mantener el abastecimiento militar y la protección de los viajeros, se funda San Felipe el Grande, junto con San Miguel El Grande, pues el conquistador Montañez, perseguía en estos lares, al Chichimeca Maxorro, acierto del investigador estadounidense Hubert Bancroft.
Se otorga merced real para el establecimiento de un obraje, razón por la cual el poblado San Felipe tomaría su más conocido nombre ibero, (en un obraje se fabricaban telas, paños, lienzos, cobijas, etc).
El más notable de los conquistadores mercedados fue Juan de Cuevas, por el territorio que abarcaba en 1540 y por las diferentes compras que hizo a otros españoles favorecidos en nuestro territorio como Estutempan y la Estancia de Francisco de Hoyos, el rey de España, le concedió la facultad de fundar Mayorazgos.
El padre de la patria, Miguel Hidalgo y Costilla, llegó al Estado de México, por San Felipe del Obraje. Este pueblo lo recibió cálidamente en la mañana de 27 de octubre de 1810 con repique de campanas, tedeum y la entrega de dos cañones que el libertador había mandado fundir en Guanajuato. Indudablemente que los Criollos radicados en San Felipe, engrosaron las filas insurgentes; la tradición oral y novelesca, nos hablan de Alberto Garduño. El Hércules Insurgente, que pelearía por la causa al mando de los Hermanos Rayón. A pesar de esto, San Felipe fue centro de acontecimiento de fuerzas realistas, Iturbide en octubre de 1810, Trujillo en diciembre de 1811, Calleja que el 25 de diciembre de 1811 salió hacia Zitácuaro con 3,800 infantes e indios.
San Felipe del Obraje con su nombre hispano original fue erigido municipio el 1 de enero de 1826, por el decreto n.º 36 del Congreso Constituyente del Estado de México, del 9 de febrero de 1825, siendo Gobernador Melchor Múzquiz. Aunque dicho decreto por ser sólo un acuerdo, las memorias del Gobernador al Congreso, así clasificaban a San Felipe.
Los enfrentamientos entre conservadores y liberales sucedieron varias ocasiones en territorio municipal. El 8 de agosto de 1861, se llevó a cabo una batalla entre liberales y conservadores, que se desarrolló en la Loma de Jalpa, en ella, Jesús González Ortega derrotaba a los imperialistas, de ahí se fueron a Xalatlaco. El Brigadier de la división de Michoacán, el Liberal Manuel García Pueblita, se introdujo por San Felipe para derrotar a los conservadores guarnecidos en Ixtlahuaca.
El 1863 el Liberal, Miguel Ordárica, encargado de vigilar el camino Maravatio-Ixtlahuaca, sorprendió en San Felipe por la noche a la fuerza de los cazadores de África, los soldados conservadores se calentaban despreocupadamente en las fogatas del centro del pueblo, cuando fueron diezmados por una fuerza inferior.
Para 1865, 1866 y 67, San Felipe y la región estuvo bajo el dominio de los conservadores y el imperio de Maximiliano, aunque los liberales nunca dejaron de hostilizar en guerrillas y bandas que se refugiaban en Pueblo Nuevo y Yondecé.
En agosto de 1864, la astucia de Nicolás Romero en el camino de la Jornada al puerto de Medina (sic. Médanos) antes de llegar a El Oro, se impuso a los conservadores. Toscano, León Ugalde, Juan Moreno, Dionisio Fragoso y otros, con sus gavillas Juaristas, no cesaron de rondar en territorio Sanfelipense hasta conocer del fusilamiento en 1867 de Maximiliano, Miramón y Mejía. En 1882, el primer ferrocarril pasó por flor de María de Toluca hacia Morelia y para principios de siglo, había servicio de ferrocarril del Oro hasta Palizada, tocando punto como Yondecé, San Onofre, Médanos, Providencia, Covadonga, ya que los bosques abastecieron de madera y carbón, a los reales de minas de Tlalpujahua y el Oro.
Siendo presidente municipal Alejo Marquina, el gobernador del Estado de México, el Gral. Juan N. Mirafuentes, mediante Decreto n.º 51 expedido por la Legislatura el 13 de octubre de 1877 y dado a conocer por el diputado por este distrito, José María Rojas, elevó a la categoría de villa al antes pueblo de San Felipe del Obraje. A partir de entonces, adoptó el nombre que hasta hoy ostenta VILLA DE SAN FELIPE DEL PROGRESO.
En la época Porfirista y del positivismo, el lema era: Orden y Progreso, además por el auge productivo de las haciendas del municipio que hace 120 años, se adoptó el nombre que identifica al municipio.
Las estancias y las caballerías de tierra, se transformaron en haciendas y ranchos; San Felipe, ingresó al siglo XX entre la prosperidad productiva de sus haciendas: Tepetitlán, Providencia, Jaltepec, Flor de María, San Onofre, y muchas más. El puerto de Bermeo (hoy de Mich), Santiago Ostempan, el Tejocote y la cima (hoy de Oro),Suchi, Ayala, Mina Vieja y Palizada (hoy de Villa Victoria), sufragaron en nuestra parroquia y realizaban actividades de toda índole, el ÑIÑI o Shañiñi, San Felipe en mazahua o pueblo grande.
En 1911, el presidente Faustino Soriano y su cabildo, firmaron su adhesión al nuevo régimen antirrelecionista de Francisco I. Madero. En 1914, nuestros abuelos vieron pasar por San Felipe, una larga fila de carrancistas, que tardó día y medio en atravesar por las calles de Bravo y Juárez.
Durante la guerra Cristera, los moradores de San Felipe de acentuada fe católica, vieron cerrada su iglesia y rindieron culto en domicilios particulares, ocultaron y se preocuparon por los ministros de su religión.
A la educación se le dio un impulso relevante, con la campaña de alfabetización, que desde 1940, encabezó el Profr. Jesús Gómez Nava, recibiendo reconocimientos nacionales, del mismo Gral. Lázaro Cárdenas. En 1951, las escuelas de niños y de niñas, se fusionaron en la Escuela Primaria Superior mixta Fernando Orozco y Berra.
El 26 de enero de 1966 abrió sus puertas la Escuela Secundaria por cooperación n.º 27 Lic. Juan Fernández Albarrán. En septiembre de 1975, durante la administración de Lauro Millán inició sus labores la Escuela Normal n.º 22. El 3 de agosto de 1983 se creó legalmente, la Escuela Preparatoria Regional n.º 71. Profra. María de la Luz Rodríguez.
En 1977 fue destruido el palacio municipal y el Teatro América. En 1985, el presidente Luis López Rojas despachó en las actuales instalaciones construidas en el trienio anterior.
En 1989, el senador Luis Donaldo Colosio Murrieta, visitó nuestro pueblo, para reunirse con las etnias de la región. El 8 de agosto de 1990, el Lic. Carlos Salinas de Gortari, estuvo en nuestra población para poner en marcha la Semana de Solidaridad.
Del 1 de enero de 1991 al 2 de marzo de 1992, San Felipe fue gobernado por el Lic. Carlos Millán Velázquez. El 18 de noviembre de 1992, San Felipe, pierde al Lic. Jesús Yhmoff, Ilustre cronista municipal.
El 6 de enero de 1991, el Sr. José Yurrieta Valdés y el Lic. Carlos Millán Inauguran la Casa de Cultura, quedando al frente de la Dirección el Profr. Laureano Cruz Mateo.
En noviembre de 1996 y enero de 1997, el Lic. César Camacho Quiroz, visitó nuestra municipalidad en giras de trabajo en las cuales anunció mayores impulsos económicos para la etnia mazahua.
En 1552, se funda en la Zona San Felipe el Grande, por los conquistadores.
En 1810, el Cura Miguel Hidalgo y Costilla pasó por el lugar conocido como San Felipe del Obraje.
El 1 de enero de 1826, San Felipe del Obraje es decretado como municipio. El 13 de octubre de 1877, la Villa es denominada San Felipe del Progreso.

## Personajes históricos
- Jesús Ymoft Cabrera:  Nació en la Villa de San Felipe del Progreso el 9 de enero de 1932. Estudio Humanidades en el Seminario Conciliar de México. Escribió artículos periodísticos, y ha publicado seis libros; El Municipio de San Felipe del Progreso a través del tiempo (1979)  y fundó la biblioteca municipal.

- Fernando Orozco y Berra: Nació el 3 de junio de 1822 en San Felipe. Estudió latín y filosofía en el seminario tridentino, publicó algunos poemas y crítica literaria. En 1850 publicó su novela La guerra de treinta años.

- Manuel Posada y Garduño: Nació el 27 de septiembre de 1780. Fue el primer obispo de México Independiente. Estudió en el Seminario de México y desempeñó varios cargos en las Mitras de México y Puebla, en cuyo seminario creó la Cátedra de Derecho Natural y de Gentes. Nombrado Arzobispo de México, recibió la ordenación episcopal el 23 de diciembre de 1839.

- Manuel Gámez Marín: Realizó sus estudios en San Felipe, pasó al Seminario Conciliar de México. Ordenado sacerdote, estuvo al frente de algunas parroquias del Arzobispado de México. Fiel a su sacerdocio y amante de la belleza, publicó algunos poemas y memorias referentes a ese arzobispado.

## Fiestas patronales
A inicios del año se celebra la fiesta patronal en honor a Nuestro Padre Jesús en el cual se celebra desde días antes con la entrada y recorrido de las flores por las distintas iglesias por donde pasará la santa cera el domingo próximo Después el viernes se da inicio con la tradicional peregrinación hacia la Ciudad de México para adquirir la santa cera, este proceso se realizaba en tren de pasajeros pero con la entrada de autobuses a México se sustituyó el tren por el autobús.
Después se realiza una procesión hacia la basílica de Guadalupe para bendecir las ceras que alumbrarán durante todo el año el santuario, y posterior a este evento el domingo segundo de enero se inicia travesía de regreso hasta llegar al paraje de "El Escape" en donde se reúnen en procesión hasta la capilla del barrio San Martín en donde descansa la cera para el lunes reiniciar el peregrinar hacia San Juan Jalpa pero con descanso en la capilla de Fátima en donde adornan con esmero sus ceras para después salir ya a la iglesia de Jalpa para una misa y convivencia entre hermandad.
Finalizando el martes se realiza una singular entrada acompañado de Banda Sinaloense, Norteño, Mariachi, etc. y con  el repicar de campanas al vuelo se da la noticia de que la cera ha llegado al trono del Señor, después se regresan en grupos de mayordomos para la casa de quien será el alfitrión de la comida.
Para el inicio oficial de la fiesta patronal se celebra el cambio de vestimenta y la tradicional colocación de portada, después en la noche se celebra la tradicional quema de castillos, de ahí que dura:
1. Sábado (3 misas, cambio de vestimenta, colocación de portada y 1.ª quema de castillos)
2. Lunes (2 misas y 2.ª quema de castillos)
3. Martes (2 misas y 3.ª quema de castillos)
4. Miércoles (3 misas y 4.ª quema de castillos)
5. Jueves (misas cada hora, procesión y 5.ª quema de castillos)

Siendo lunes, martes y miércoles la llegada de peregrinos de Michoacán y municipios aledaños.
Después el jueves se realiza una procesión por las calles del municipio dando así el inicio de la tornafiesta que es la subida de la imagen de nuestro padre Jesús a su nicho  y el viernes es la caída del castillo y entrega de cera a los próximos mayordomos.
Finaliza las fiestas con la misa de confirmación que es presidida por S. E. Mons. Juan Odilón Martínez García, obispo de la diócesis de Atlacomulco.
- Enrique González Marcos: Originario de la comunidad de Palmillas, San Felipe del Progreso, fue cofundador de la danza “El Rey Carlo Magno y los 12 pares de Francia” misma que es emblemática de la tradicional Fiesta Patronal en honor a Nuestro Padre Jesús, reconocida por su antigüedad y su prevalencia en la actualidad. También es líder del grupo de mayordomía encargada de colocar la tradicional Portada de la Iglesia de San Felipe del Progreso de la misma fiesta.

## Área natural

### Parques ecoturísticos
- Presa de Tepetitlán
- Plaza Estado de México

- Parque Ecoturístico Valle del Sol

### Reserva de la biosfera
- Cerro de los Arenales

### Áreas de protección de flora y fauna
- Reserva forestal "La Arboleda"

### Reserva ecológica estatal
- Centro Ceremonial Mazahua

### Parque municipal
- Pequeño Jardín

## Cultural

#### Museos
- Museo Municipal

#### Casas de cultura
- Casa de Cultura Profr. Jesús Gómez Nava

#### Bibliotecas
- Biblioteca Manuel Gómez Malin
- Biblioteca El Despertar del Pueblo
- Biblioteca Juan Morán Samaniego
- Biblioteca Prof. Carlos Hank González
- Biblioteca Jorge Jiménez Cantú
- Biblioteca de la universidad Intercultural del estado de México

## Otras festividades
- 4 de mayo: San Felipe y Santiago el Menor, apóstoles.
- 16 de julio: Virgen del Carmen
- 22 de noviembre: Santa Cecilia (en esta fiesta se celebra con un baile al final de la misa)
- 12 de diciembre: Virgen de Guadalupe (en esta la organiza la mayordomía de la morenita conformada por mujeres).

## Política

### Cronología de Presidentes Municipales
- Sr. Macario Durán Salgado	         (1942-1943)               PRM
- Sr. Ernesto López Soriano              (1944-1945)               PRM
- Sr. Zeferino Contreras Contreras       (1946-1948)               PRI
- Sr. Lauro Millán                                               PRI
- Sr. Juan García
- Sr. Juan Maldonado Sánchez	         (1992-1993)               PRI
- Lic. Vicente Moreno Peralta	         (1994-1996)               PRI
- Lic. Martín M. A. Vilchis Sandoval     (1997-2000)               PRI
- Lic. Javier Jerónimo Apolonio	         (2000-2003)               PRI
- Juan Manuel Martínez Nava	         (2003-2006)	           APT
- Lic. Eduardo Zarzosa Sánchez	 (2006-2009)	           APM
- Lic. Javier Jerónimo Apolonio	         (2009-2012)	           C.C.
- Lic. Abraham Monroy Esquivel	         (2013-2015)	           CPEM
- Lic. Olegario Romero López	         (2016-2018)	           PRI
- Dr. Alejandro Tenorio Esquivel        (2019-2021)               MORENA
- Lic. Javier Jerónimo Apolonio (2022-2024)           PRI

## Relaciones Internacionales

### Hermanamientos
La ciudad de San Felipe del Progreso tiene Hermanamientos con las siguientes ciudades alrededor del mundo:
- Iznajar, España (2019)[6]
- Canillas de Aceituno, España (2019)[7]
- Antigua Guatemala, Guatemala (2020)[8]
- Acapulco, México (2020)[9]